# Blanche Barrow
Bennie Iva "Blanche" Frasure (nascida Caldwell) (Garvin, Oklahoma, 1 de janeiro de 1911 - Dallas, Texas, 24 de dezembro de 1988) era a esposa de Marvin "Buck" Barrow e um membro da Barrow Gang.

## Início da vida
Blanche Barrow nasceu em Garvin, Oklahoma. Ela era a única filha de Matthew Fontain Caldwell (23 de junho de 1871 - 19 de setembro de 1947) e Bell Lillain Pond (1894 - 24 de fevereiro, 1995). Quando nasceu, seu pai tinha 40 anos e sua mãe tinha apenas 16. Seus pais se divorciaram quando Blanche ainda era criança. Ela foi criada por seu pai, que foi amado por ela pelo resto de sua vida. Seu pai ganhava a vida como madeireiro e agricultor. Matthew Caldwell era um homem religioso e devoto, e ocasionalmente pregou como ministro leigo, mesmo não sendo um ministro ordenado. Aos 17 anos, Blanche foi forçada a se casar com um homem muito mais velho, John Callaway; um casamento arranjado por sua mãe, que ofereceu Blanche a Callaway na premissa de que Callaway tinha dinheiro e recompensaria ela e Blanche. Blanche fugiu. Em seu livro, My Life with Bonnie and Clyde, Blanche afirma que a experiência com Callaway a deixou incapaz de gerar filhos. Em 11 de novembro de 1929, escondendo-se do marido no Condado de Dallas, Blanche encontrou Buck Barrow. Buck foi duas vezes divorciado e teve filhos. Ele também era um criminoso. No entanto, o casal se apaixonou.
Em 29 de novembro de 1929, vários dias após de conhecer Blanche, Buck Barrow foi baleado e capturado na sequência de um assalto em Denton, Texas. Ele foi julgado, condenado e sentenciado a cinco anos no Sistema Prisional do Estado do Texas. Em 8 de março de 1930, no entanto, Barrow escapou da Ferguson Prison Farm perto de Midway, Texas. Ele simplesmente saiu da prisão, roubou um carro guarda, e foi aos seus pais no oeste de Dallas, onde Blanche estava vivendo. Em entrevistas com o autor ehistoriador John Neal Phillips, Blanche foi franca sobre o fato de que ela não apenas sabia da fuga de Buck, mas que ela se escondeu com ele e realmente participou de roubos com ele. O que Blanche não tinha conhecimento era do fato de que Buck era um fugitivo que foi feito pela família de Barrow e Blanche como um meio de convencer as autoridades do estado de Missouri para reduzir sua pena de prisão após sua captura, em julho de 1933.

## Barrow Gang

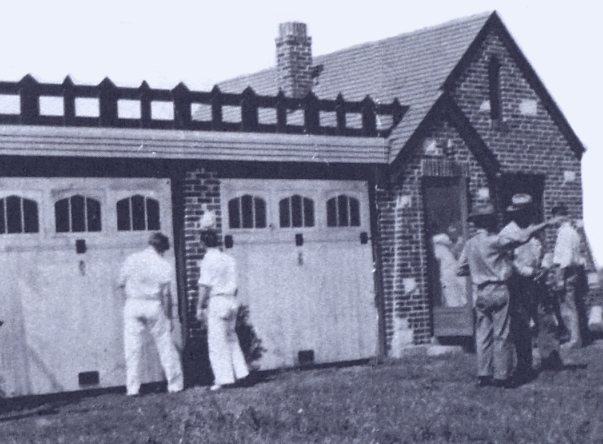
História de Barrow Gang

Em 3 de julho de 1931, Blanche e Buck se casaram em Oklahoma e passaram a lua-de-mel na Flórida. No entanto, apesar de se esconder com o marido e acompanhando-o em uma série de assaltos à mão armada, Blanche não estava interessada em seguir a carreira criminosa. Ela e outros membros da família Barrow convenceram Buck a se entregar às autoridades da prisão do Texas e completar a sua sentença. Em 27 de dezembro de 1931, Buck foi conduzido para Huntsville, Texas, onde ele disse para oficiais da prisão que havia escapado quase dois anos antes e precisava retomar a sua sentença. Após a sua libertação em 22 de março de 1933, Buck Barrow, na companhia de Blanche, se juntou a seu irmão mais novo Clyde, Bonnie Parker, e WD Jones em Joplin, Missouri, onde participou de vários assaltos à mão armada.
Embora Blanche Barrow nunca ter disparado um tiro durante este tempo, ela estava presente durante o vicioso tiroteio de 13 de abril de 1933, em Joplin, Missouri, em que dois agentes da lei, o Policial do Condado de Newton Wes Harryman e o Detetive da Cidade de Joplin Harry McGinnis, foram mortos. Ela não estava presente quando Buck Jones e WD assassinaram o oficial de polícia de Alma City Henry Humphrey, durante um breve tiroteio na estrada entre Alma e Fayetteville, Arkansas, 23 de junho de 1933. Mas a mesma estava presente durante o tiroteio de 19 de julho de 1933, na Red Crown Tourist Court próximo a Platte City, Missouri, em que três pessoas ficaram feridas, incluindo o Xerife do Condado de Platte Holt Coffey. Buck foi mortalmente ferido nessa luta com um tiro na cabeça, mas não morreu. Blanche também foi ferida, mas ela e Buck conseguiram escapar com Bonnie, Clyde e WD Jones para um parque de diversão abandonado perto de Dexter, Iowa. Em 24 de julho de 1933, cinco dias depois, houve mais uma batalha. Buck foi ferido novamente, desta vez nas costas, e foi capturado junto com Blanche. Bonnie, Clyde e WD Jones, todos feridos, escaparam. Buck morreu no King Daughters Hospital em Perry, Iowa, no dia 29 de julho de 1933, de complicações envolvendo suas feridas.
Blanche, cujo peso caiu para 36,7 kg, foi extraditada para o Condado de Platte, Missouri, para ser julgada por tentativa de assassinato do Xerife Holt Coffey, que tinha sido ferido no tiroteio na Red Crown em 19 de julho de 1933. Ela foi condenada e sentenciada a dez anos na penitenciária do Missouri. Tanto durante seu tempo na prisão quanto depois da sua liberdade condicional, ela permaneceu em estreito contato com o Xerife Coffey e sua família, bem como com o Procurador do Condado de Platte David Clevenger. Na verdade, eles foram fundamentais em sua liberdade condicional.

## Sentença e depois da prisão
Blanche foi condenada a dez anos de prisão por sua participação no tiroteio em Platte City.; Ela serviu seis anos e recebeu um tratamento médico a um nível estado da arte para seu olho esquerdo, que foi perfurado com vidro durante o voo da gangue para Red Crown Cabins, embora ela tenha perdido a visão do olho esquerdo. Ninguém nunca foi julgado pelos homicídios no tiroteio em Joplin.
Após sua libertação da prisão, Blanche Barrow se mudou para Dallas, Texas. Ela estava se casou em 1940 com Eddie Frasure. Um ano depois, ela completou sua liberdade condicional. Em 1965, o casal adotou um garoto de 12 anos chamado Ricky, com quem mais tarde se afastou, devido a seus problemas legais. Eddie morreu em 1969 e Blanche morreu de câncer em 24 de dezembro de 1988, um pouco mais uma semana para seu aniversário de 78 anos. Ela foi enterrada em Dallas Grove Hill Memorial Park, sob o nome "Blanche B. Frasure".". Suas memórias, My Life With Bonnie and Clyde, foram publicadas em 2004.

## Reação ao filmeBonnie and Clyde
Em 10 de abril de 1968 na 40ª Cerimônia do Oscar, Estelle Parsons ganhou o Oscar de melhor atriz em um papel coadjuvante por sua interpretação de Blanche no filme Bonnie and Clyde (1967). Blanche estava descontente com o filme. Em uma entrevista com o autor e historiador John Neal Phillips, Blanche disse: "Esse filme me fez parecer um c* de cavalo gritante."

## Ler também
- Blanche Barrow Caldwell e John Neal Phillips. My Life with Bonnie and Clyde. Norman, London: University of Oklahoma Press of Oklahoma Press, 2004. ISBN 0-8061-3625-1.
- John Neal Phillips. Running with Bonnie and Clyde, the Ten Fast Years of Ralph Fults. Norman, London: University of Oklahoma Press, 1996, 2002. ISBN 0-8061-2810-0.